# Серен Сирмијски
Серен Сирмијски је ранохришћански светитељ и мученик, с краја 3. века.
Свети Серен је рођен у Грчкој. Познат је као баштован и аскета који је живео у Сирмијуму (данас Сремска Митровица), где је пострадао због исповедања хришћанске вере, у време цара Максимијана.
Пострадао је 307. године.